# FK Orzeł
FK Orzeł (Futbołnyj Klub Orioł) – rosyjski klub piłkarski z miasta Orzeł (ros. Орёл).

## Historia
Chronologia nazw:
- (1946—1959: Dinamo Orzeł (ros. «Динамо» Орёл))
- 1960—1962: Łokomotiw Orzeł (ros. «Локомотив» Орёл)
- 1963—1972: Spartak Orzeł (ros. «Спартак» Орёл)
- 1973—1975: Stal Orzeł (ros. «Сталь» Орёл)
- 1976—1992: Spartak Orzeł (ros. «Спартак» Орёл)
- 1993—2006: FK Orzeł (ros. ФК «Орёл»)
- 2007: Spartak Orzeł (ros. «Спартак» Орёл)
- 2007—2008: FK Orzeł (ros. ФК «Орёл»)
- 2008—2012: Rusiczi Orzeł (ros. «Русичи» Орёл)
- 2012—2017: FK Orzeł (ros. ФК «Орёл»)

Piłkarska drużyna Lokomotiw została założona w 1958 w mieście Orzeł, chociaż wcześniej miasto reprezentowała drużyna Dinamo Orzeł (w 1946 w Trzeciej Grupie).
W 1960 zespół debiutował w Klasie B, grupie 1 Mistrzostw ZSRR, w której występował trzy sezony. Następnie spadł do Drugiej Ligi, w której występował do 1989, z wyjątkiem 1970, kiedy to zmagał się w niższej lidze.
Od 1963 klub nazywał się Spartak, z wyjątkiem lat 1973—1975, kiedy to zmienił nazwę na Stal Orzeł.
W 1990 i 1991 występował w Drugiej Niższej Lidze.
W Mistrzostwach Rosji klub startował w Drugiej Lidze w 1992. W następnym sezonie już jako FK Orzeł zajął 17. miejsce i spadł do Trzeciej Ligi, w której występował do 1996.
W 1996 klub zajął trzecie miejsce w Trzeciej lidze i zdobył awans do Drugiej Ligi. W 2003 zajął drugie miejsce w swojej grupie i awansował do Pierwszej Dywizji, w której występował trzy sezony.
W 2007 z przyczyn finansowych klub był zmuszony zrezygnować z rozgrywek na poziomie profesjonalnym i jako Spartak Orzeł (od 10 maja 2007 do lutego 2008 jako FK Orzeł) występował w Amatorskiej Lidze.
Od 2008 klub ponownie występuje w Drugiej Dywizji, grupie Centralniej. W lutym 2008 zmienił nazwę na Rusiczi. 1 sierpnia 2012 roku powrócił do nazwy FK Orzeł.
Po rundzie jesiennej sezonu 2016/17 wycofał się z rozgrywek Drugiej Dywizji i stracił status klubu profesjonalnego. Drużyna miała przenieść się do LFL (Ligi Amatorskiej) jednak do tego nie doszło. 8 kwietnia 2017 RFS usunął FK Orzeł ze swoich członków, co oznacza że klub de facto przestał istnieć.

## Osiągnięcia
- 3. miejsce w Klasie B ZSRR:

1966
- 6. miejsce w Rosyjskiej Pierwszej Dywizji:

2004
- 1/8 finału w Pucharze Rosji:

1997

## Znani piłkarze
W klubie grali m.in.:
- Anatolij Bałałujew
- Władimir Biesczastnych
- Władimir Brykin
- Nikołaj Dołgow
- Gocza Gogricziani
- Ołeksandr Ławrencow
- Eduard Mor
- Willer Souza Oliveira
- Jurij Siomin
- Anatolij Napriejew
- Aleksandr Żidkow